# Tomaso Buzzi

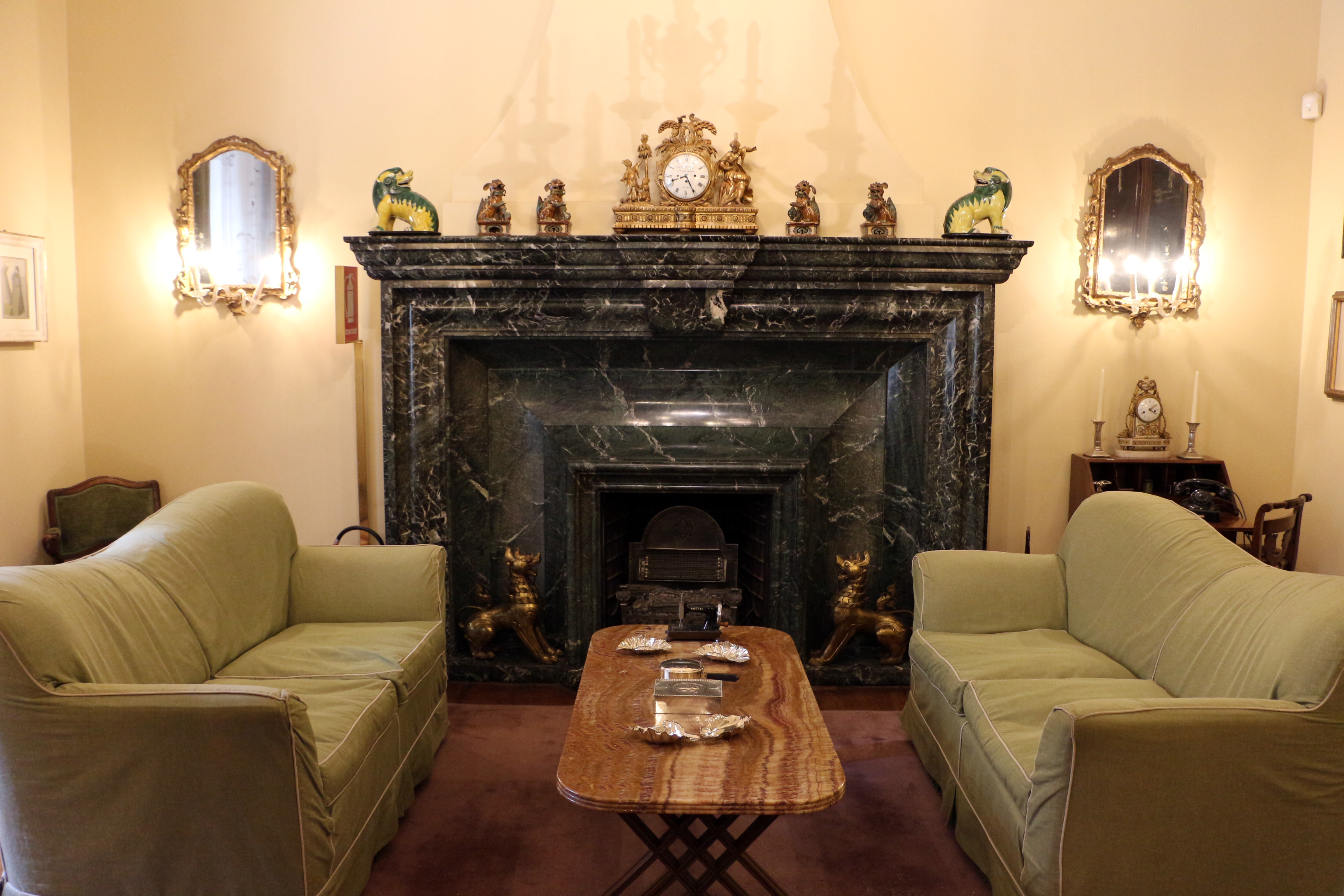
Il fumoir di Tomaso Buzzi a Villa Necchi Campiglio

Tomaso Buzzi (Sondrio, 30 settembre 1900 – Rapallo, 16 febbraio 1981) è stato un architetto, progettista e arredatore italiano.

## Biografia
Dopo la laurea in architettura presso l'allora Regio Istituto Tecnico Superiore, oggi Politecnico di Milano, entrò nel 1927 a far parte dell'associazione per la diffusione nella casa delle moderne arti figurative "Il Labirinto" con Paolo Venini, Michele Marelli, Gio Ponti, Carla Visconti di Modrone, Emilio Lancia e Pietro Chiesa.
Nel corso degli anni venti e trenta, soprattutto nell'ambito della vicenda del Deco, Buzzi fu un progettista di chiara fama, uno degli architetti preferiti della più esclusiva borghesia milanese.
Tra il 1932 e il 1934, Tomaso Buzzi diventò direttore artistico della Venini & C., per la quale ideò una serie di vasi dalle forme classiche, ottenuti attraverso l'elaborazione di tecniche tradizionali.
Collaboratore di Gio Ponti, contribuì nell'organizzare diverse manifestazioni nazionali ed internazionali di carattere artistico, tra le quali la Triennale di Milano e la Mostra nazionale dello Sport.
Nel 1953 sostituì la vecchia scala dell’ala nord di Palazzo d'Azeglio a Torino con uno scenografico scalone formato dall’intreccio di due rampe a spirale, su incarico della Fiat in quel momento proprietaria del palazzo . 
Nell'immediato dopoguerra, ridotti volontariamente gli impegni professionali, egli acquistò in Umbria, in provincia di Terni, La Scarzuola, un antico convento francescano con annesso terreno, che trasformò nella propria residenza, realizzando quello che aveva costituito il sogno della sua vita, ovvero un complesso architettonico fantastico delle forti valenze esoteriche, a metà strada tra il parco e l'Acropoli sapienziale, con intitolazioni eloquenti: la Barca delle Anime, la Balena di Pietra, la Torre della Disperazione, la Scala della Vita, il Tempio di Eros, il Pozzo della Meditazione, il Teatro delle Api, il Termitaio.
Buzzi si dedicò alla Scarzuola dal 1958 al 1971, lasciandone interrotto alla morte il singolare progetto, successivamente completato dal nipote Marco Solari.

## Opere
- La Scarzuola
- Villa Necchi Campiglio
- Villa Volpi a Sabaudia